# 2-Этилгексаноат марганца
2-Этилгексаноат марганца — неорганическое соединение,
соль марганца и 2-этилгексановой кислоты
с формулой Mn(C4H9CH(C2H5)COO)2,
твёрдое вещество,
не растворяется в воде.

## Получение
- Реакция гидроксида марганца и 2-этилгексановой кислоты:

{\displaystyle {\mathsf {Mn(OH)_{2}+2C_{7}H_{15}COOH\ {\xrightarrow {}}\ Mn(C_{7}H_{15}COO)_{2}+2H_{2}O}}}

## Физические свойства
2-Этилгексаноат марганца образует твёрдое вещество.
Не растворяется в воде,
растворяется в растительных маслах и органических растворителях.

## Применение
- Используется как сиккатив.